# La Guardia Blanca
La Guardia Blanca (en ruso: Белая гвардия) es una novela del escritor y dramaturgo ruso Mijaíl Bulgákov de 1924. 

## Argumento
La novela narra la historia de tres hermanos, los Turbín en Kiev durante el convulso invierno de 1918-1919. La ciudad de Kiev, en manos del atamán Skoropadski,  también está en las garras de un doble envolvimiento, del aventurero Petlyura, y los bolcheviques. Varios personajes entrelazan sus desgracias a las de los Turbín ayudando a crear un fresco de gran impacto emocional, épico y lírico al mismo tiempo. 
Transformada por Bulgákov en el drama Los días de Turbín (Дни Турбиных), aseguró al autor mucho éxito en su tiempo en la Unión Soviética. La representación teatral de la obra fue de mucho agrado a Stalin.